# Isaac Tutumlu
Isaac Tutumlu Lopez (* 5. Juli 1985 in Barcelona) ist ein spanisch-türkischer Autorennfahrer mit kurdischer Abstammung. Er trat 2012 im Porsche Supercup an.

## Karriere
Tutumlu begann seine Motorsportkarriere 2002 im Kartsport, in dem er bis 2006 aktiv war. 2007 wechselte er in den Tourenwagensport und wurde 30. der spanischen MitJet Series. 2008 gewann er die Catalunya Touring Car Championship. 2009 nahm er nur an einzelnen Rennen teil. Er wurde Achter in der Super-GT-Wertung der spanischen GT-Meisterschaft. Außerdem startete er in der International GT Open sowie im deutschen Porsche Carrera Cup und absolvierte fünf Gaststarts im Porsche Supercup. Nach einer einjährigen Pause nahm Tutumlu 2011 erneut an einigen Rennserien teil. Unter anderem startete er für Campos Racing zu sechs Rennen der Superstars Series. Ein elfter Platz war seine beste Platzierung. Wie 2009 absolvierte er erneut Gaststarts im Porsche Supercup.
2012 wechselte Tutumlu zunächst in die Tourenwagen-Weltmeisterschaft (WTCC) zu Proteam Racing. Nach dem vierten Rennwochenende, an dem er trotz Meldung wegen eines Totalschadens am Auto nicht teilnahm, verließ Tutumlu die WTCC. Laut eigenen Aussagen hatte er bei jeder Veranstaltung technische Probleme. Ein elfter Platz war sein bestes Resultat. Tutumlu kehrte anschließend in den Porsche Supercup zurück, wo er zum zweiten Rennwochenende in die Serie einstieg.

## Persönliches
Tutumlu hat kurdische Vorfahren. Sein Vater stammt aus der südostanatolischen Stadt Diyarbakir und seine Mutter ist Spanierin.
Er startet überwiegend als Isaac Tutumlu mit spanischer Lizenz. In den Porsche-Markenpokalen trat er 2009 als Isaac Tutumlu Lopez mit türkischer Lizenz an.

## Karrierestationen
| - 2002–2006: Kartsport - 2007: Spanische MitJet Series (Platz 30) - 2008: Catalunya Touring Car Championship (Meister) - 2009: Spanische GT, Super GT (Platz 8) | - 2009: International GT Open, Super GT - 2009: Deutscher Porsche Carrera Cup - 2011: Superstars Series, international (Platz 30) - 2011: Superstars Series, italienisch | - 2011: Spanische Prototypen-Meisterschaft (Platz 12) - 2012: WTCC - 2012: Porsche Supercup |